# Mare de Tinga
Die Mare de Tinga ist ein See in der Gemeinde Ouallam in Niger.

## Geographie
Das permanente Gewässer der Mare de Tinga befindet sich im auch Faloufa genannten Oberlauf des Trockentals Kori de Ouallam. Der langgestreckte See weist eine Länge von 16 Kilometern und eine Breite von 1,5 bis 2 Kilometern auf. In der Regenzeit erreicht er eine Tiefe von 5 Metern. Er wird durch Grundwasser gespeist.
Der See beginnt im Norden westlich des urbanen Zentrums von Ouallam, der Hauptstadt des gleichnamigen Departements Ouallam in der Region Tillabéri. Eine bedeutende Siedlung an seinem östlichen Ufer ist das Dorf Sargane. Im Süden endet die Mare de Tinga beim Dorf Tolkobey Koira Tégui. Parallel zum See verläuft im Osten die 294,7 Kilometer lange Nationalstraße 24 zwischen der Hauptstadt Niamey und der Staatsgrenze zu Mali.
Die Mare de Tinga liegt im Dünengebiet im Westen Nigers. Es herrscht das Klima der Sahelzone vor, mit einer durchschnittlichen jährlichen Niederschlagsmenge zwischen 300 und 400 mm.

## Ökologie
Das Wasser weist einen vergleichsweise hohen Salzgehalt auf. Früher wurde daraus Salz für die Wanderweidewirtschaft gewonnen. Von Norden her ist die Mare de Tinga durch die invasive Rohrkolben-Art Typha australis und durch Versandung bedroht. Im See wurden Karpfenfische und Welse ausgesetzt.

## Wirtschaftliche Bedeutung
Entlang des Sees befinden sich Gemüsegärten, in denen unter anderem Blattsalat, Tomaten, Paprika, Kohl, Karotten, Auberginen, Okra, Maniok, Wassermelonen und Kartoffeln angebaut werden. Es wird auch Fischerei betrieben, allerdings nicht von der lokalen Bevölkerung, sondern von aus Nigeria anreisenden Fischern, an die Lizenzen vergeben werden.